# Eugène Albert
Eugène Albert (26 aprile 1816 – 11 maggio 1890) è stato un liutaio belga con bottega a Bruxelles.

## Biografia
Il suo lavoro iniziò intorno al 1839, e i suoi figli, Jean-Baptiste (1845–99), Jacques (1849–1918) e E.J. Albert, continuarono a produrre clarinetti fino alla fine della prima guerra mondiale. Il modello di clarinetto da lui realizzato è ancora ampiamente conosciuto, soprattutto negli Stati Uniti, come il "sistema Albert", sebbene questo modello sia sostanzialmente lo stesso dello strumento a 13 tasti di Ivan Müller, con l'aggiunta di alcuni miglioramenti ispirati da Adolphe Sax. Sax fu il primo a usare i tasti ad anello sul clarinetto. Nel 1840 apportò un miglioramento al clarinetto a 13 tasti di Iwan Müller, aggiungendo due anelli, o brille (bicchieri), all'articolazione inferiore. Ciò portò al clarinetto a 13 chiavi/2 anelli. Nello stesso anno, Albert, sulla base delle modifiche di Müller e degli anelli di Adolphe Sax, creò un nuovo sistema di chiavi, aggiungendo due anelli all'articolazione superiore, realizzando un clarinetto a 13 chiavi e 4 anelli. Si dice  che i suoi strumenti avessero "un tono e un'intonazione migliori rispetto ai modelli Boehm dell'epoca".
Gli strumenti di Albert erano molto ben fatti e finemente accordati. I suoi clarinetti erano molto popolari in Inghilterra, dove il principale clarinettista dell'epoca, Henry Lazarus, possedeva otto strumenti di Albert. Quando Boosey & Co. (ora Boosey & Hawkes) decise di iniziare a fare clarinetti, chiamò Albert a Londra come consulente.
Gli strumenti di Eugène Albert erano quasi tutti realizzati per tonalità acute, LA'= c 452, il che significa che dopo la prima guerra mondiale li suonavano pochi clarinettisti professionisti. Suo figlio, E.J. Albert, realizzò una serie di modelli in LA'=440 e la sua reputazione durò molto dopo la sua morte. I suoi strumenti furono suonati fino alla fine del XX secolo. Probabilmente fu E.J. Albert, e non Eugène, che intorno al 1890 costruì un primo clarinetto contralto in FA.